# Ерёмина, Елизавета Константиновна
Елизавета Константиновна Ерёмина (23 мая 2001, Москва) — российская футболистка, полузащитница.

## Биография
Воспитанница московского клуба «Чертаново», первый тренер — Татьяна Бикейкина.
В основной команде «Чертаново» дебютировала в высшей лиге России 14 октября 2018 года в матче против московского «Локомотива» (1:7). Этот матч остался для футболистки единственным в первом сезоне, а её команда стала серебряным призёром чемпионата России.
В 2020 году перешла в красноярский «Енисей», в 2022 — в казанский «Рубин».
Выступала за юношескую сборную России. В 2018—2019 годах вызывалась в молодёжную сборную, но по состоянию на март 2019 года во всех матчах оставалась в запасе.